# Vooruitgang
Vooruitgang is een verbetering in de toestand van zaken als de maatschappij als geheel, de economie, de wetenschappen of de techniek.
Het idee van vooruitgang op materieel gebied bestond niet in de oudheid, en ook gedurende de Renaissance (14e - 16e eeuw) was dit idee niet aanwezig. Wel was het het idee van statische utopieën zoals dat van Plato (427 v. Chr.-347 v. Chr.) of Thomas More (1478-1535). Veeleer werd in de klassieke oudheid uitgegaan van een gouden tijdperk aan het begin van de geschiedenis, waarna de mens door een of andere ramp terugviel in barbarij. Vergelijkbaar is het idee van de zondeval, zoals beschreven in het begin van het eerste 
bijbelboek Genesis, waarna de verdrijving uit het paradijs volgde. In het hindoeïsme en boeddhisme wordt de geschiedenis als een oneindige cyclus van schepping en vernietiging beschouwd, zoals in het wiel van Brahma.
Rond 1650 begon daar in Europa verandering in te komen. Het vooruitgangsgeloof begon op te komen bij de geletterden. Het is terug te vinden in het werk van pioniers als Jean Bodin in zijn Methodus uit 1566 en  Colloquium uit 1588 en Francis Bacon in Novum Organum uit 1620 en in The new atlantis uit 1626, allebei vroege vertegenwoordigers van de wetenschappelijke methode.
Het idee brak uiteindelijk door gedurende de Europese verlichting (1650-1789) met denkers als René Descartes, Blaise Pascal en Jean-Jacques Rousseau. Een eeuw later zouden Amerikaanse filosoof-politici zoals Thomas Jefferson, James Madison en Benjamin Franklin de verlichtingsidee verder politiek uitwerken. Technologische vooruitgang werd in het bijzonder gepromoot door geleerden als Anne Robert Jacques Turgot die de onvermijdelijke opmars van technologische vooruitgang gedurende de Middeleeuwen opmerkte. Zijdelingse opmerkingen over de versnelling van technologische ontwikkelingen komen ook in de geschriften van Adam Smith (1723-1790) voor. In An Enquiry Concerning Political Justice voorspelde de transcendentalistische filosoof William Godwin dat de voortschrijdende kennis en informatieverspreiding wel moet leiden tot transcendentie van geest over materie met een verkleinde invloed van de staat over het individu daarbij inbegrepen. Totale overwinning over menselijke zwakten en levensverlenging voorbij alle natuurlijke limieten zouden ook behoren tot verbeteringen die de toekomst brengen zal. Verder voorspelde hij het afnemend belang van natuurlijke voortplanting.
Sinds de 19e eeuw merken meerdere filosofen op dat de vooruitgang steeds sneller gaat. In de loop van de 20e eeuw kwamen de zogeheten transhumanisten met de theorie dat er in de nabije toekomst een technologische singulariteit in het verschiet ligt: het moment dat de vooruitgang naar oneindig schiet.